# Amalasunta
Amalasunta (zm. 535) – królowa Ostrogotów. 

## Życiorys
Była córką Teodoryka Wielkiego. W 515 poślubiła Eutaryka, również z rodu Amalów, który większość swego życia spędził na Półwyspie Iberyjskim wtedy w rękach Gotów zachodnich. Z tego związku urodziło się dwoje dzieci: Atalaryk i Matasunta. Po śmierci Teodoryka władcą Ostrogotów został małoletni Atalaryk, lecz faktyczne rządy sprawowała regentka Amalasunta. Po śmierci Atalaryka w 534 Amalasunta w celu utrzymania władzy musiała poślubić swego kuzyna Teodahada. Jednakże żądny władzy Teodahad pod koniec 534 uwięził Amalasuntę na wyspie toskańskiego jeziora Bolsena. Tam, przed 30 kwietnia 535, została zamordowana.
Amalasunta jest też bohaterką powieści Przemija postać świata H. Malewskiej. W utworze tym jednak pojawia się informacja, że kobieta zginęła podczas próby ucieczki.
Na jej cześć nazwano gatunek jaskier Amalasunty, którego jedno ze stanowisk znajduje się niedaleko cmentarzyska Gotów w Grzybnicy.